# Porpoloma
Porpoloma es un género de hongos de la familia Tricholomataceae. Contiene unas nueve especies que se encuentran principalmente en América del Sur.

## Especies
- Porpoloma amyloideum
- Porpoloma aranzadii
- Porpoloma bambusarum
- Porpoloma elytroides
- Porpoloma mesotephrum
- Porpoloma metapodium
- Porpoloma pes-caprae
- Porpoloma sejunctum
- Porpoloma spinulosum